# Paul Bamber
Paul Bamber (* 18. März 1961) ist ein simbabwischer Bogenschütze.
Bamber, 1,75 m groß und 65 kg schwer, nahm an den Olympischen Spielen 1988 in Seoul teil. Er belegte den 60. Platz von 83 Teilnehmern in der Einzelkonkurrenz und den 21. Platz mit der Mannschaft bei 22 teilnehmenden Mannschaften. Bamber ist Inhaber eines Jagdreiseveranstalters in Wanganui, Neuseeland und Jagdführer.